# Горохово (Костромська область)
Горохово (рос. Горохово) — присілок в Парфенєвському районі Костромської області Російської Федерації.
Населення становить 1 особу. Входить до складу муніципального утворення Ніколо-Поломське сільське поселення.

## Історія
У 1936-1944 роках населений пункт належав до Ярославської області. Від 1944 року належить до Костромської області.
Від 2007 року входить до складу муніципального утворення Ніколо-Поломське сільське поселення.

## Населення
| 2008 | 2010 | 2014 |
| ---- | ---- | ---- |
| 2    | ↗5   | ↘1   |